# Annoville
Annoville é uma comuna francesa na região administrativa da Normandia, no departamento Mancha. Estende-se por uma área de 8,46 km². Em 2010 a comuna tinha 675 habitantes (densidade: 79,8 hab./km²).